# Odeith
 (mai 2016).
 (janvier 2023).
Odeith (né en 1976, à Damaia, Portugal) est un grapheur portugais considéré comme une référence dans le domaine du lettrage 3D.

## Biographie
Il tenait au départ une boîte de pulvérisation  au milieu des années 1980, mais ce fut dans les années 1990, quand il produit ses graffitis dans tout le Portugal et commença à exporter son œuvre à Carcavelos, que l'artiste a eu son premier contact avec les graffitis et son mouvement. Ses premières expériences furent esquissées sur les murs de la rue et les voies ferrées et ainsi la passion qu'il avait toujours montré pour le dessin avait un but nouvellement trouvée et a commencé à évoluer. Sa progression lui donne la possibilité de peindre de grandes fresques d'échelle dans Damaia, Carcavelos et dans de nombreux quartiers d'habitat social, comme Cova da Moura, 6 de Maio et Santa Filomena.
Dès le début, l'artiste a montré un intérêt particulier dans la perspective et les ombres, dans un style obscur, qu'il a plus tard appelé « 3D sombre », où les compositions, des paysages ou des portraits, des messages ou des hommages, se sont démarquées par leur réalisme et de la technique.
Odeith a été, en 2005, reconnu internationalement pour ses incursions révolutionnaires dans l’art anamorphique terrain, qui se distingue par ses compositions créées en perspective et peintes dans différentes surfaces, comme à  angle de 90° coins/mur sur le sol, créant un effet d'illusion d'optique.
En 2008, il a décidé de fermer son studio de tatouage et a déménagé à Londres.
Actuellement, de retour à Lisbonne, il a assumé la peinture comme activité principale, avoir créé de grandes fresques d'échelle pour les grandes entreprises nationales et internationales telles que le London Shell, Kingsmill, la Coca-Cola Company, Estradas de Portugal, Samsung, Sport Lisboa e Benfica (club de football) et plusieurs salles de la ville portugaise tels que Câmara Municipal de Lisboa et Câmara Municipal de Oeiras, entre autres.
Parmi toutes les manifestations auxquelles il a participé, nous citons: Meeting of Styles (Alemanha), Musée d'Art Public (Louisiane, EUA), MUBE - Musée brésilien de la Sculpture (São Paulo, Brésil), 1er Bienal del Sur (Panamá) et le 2e fête d'anniversaire de Musée Berardo.